# Mariene ecoregio Oost-Antarctisch Wilkesland
De Mariene ecoregio Oost-Antarctisch Wilkesland (224) (Engels: East Antarctic Wilkes Land marine ecoregion) is een biogeografische regio en ligt in de Zuidelijke Oceaan in de Mariene provincie Continentaal Hoog Antarctica (61) in het Marien rijk Zuidelijke Oceaan. De mariene ecoregio is vastgesteld door het World Wide Fund for Nature en The Nature Conservancy en is vernoemd naar Wilkesland.
In het oosten grenst het gebied aan de mariene ecoregio Rosszee (229) en in het westen aan de mariene ecoregio Oost-Antarctisch Enderbyland (225).

## Geografie
De mariene ecoregio ligt in de Zuidelijke Oceaan voor de kust van Kempland, Mac. Robertson Land, Princess Elizabeth Land, Kaiser Wilhelm II Land, Queen Mary Land, Wilkesland, Adélieland, George V Land en een deel van Oates Land van Antarctica in Oost-Antarctica. Het gebied strekt zich uit in de wateren voor de noordkust van Oates Land tot de kust ten oosten van de Scott Mountains.
Door het gebied stroomt voor de kust de oostenwinddrift.

## Biogeografie
Het gebied kent zeeleven dat houdt van arctische temperaturen.